# Restionaceae
Restionaceae R.Br.  è una famiglia di piante angiosperme monocotiledoni.

## Distribuzione e habitat
La famiglia è diffusa nell'emisfero meridionale, dal Sud America (1 specie) e dall'Africa subequatoriale, incluso il Madagascar (circa 330 spp.), al Sudest asiatico (1 sp.), l'Australia (circa 150 spp.) e la Nuova Zelanda (4 spp.). Le specie di questa famiglia sono spesso dominanti nelle aree a clima mediterraneo del Sudafrica (comunità vegetale del fynbos) e dell'Australia occidentale (comunità vegetale del kwongan).

## Tassonomia
I confini della famiglia sono stati ridisegnati dalla classificazione APG IV (2016), che le attribuisce i seguenti generi:
- Alexgeorgea Carlquist
- Anarthria R.Br.
- Anthochortus Nees ex Endl.
- Aphelia R.Br.
- Apodasmia B.G.Briggs & L.A.S.Johnson
- Askidiosperma Steud.
- Baloskion Raf.
- Calorophus Labill.
- Cannomois P.Beauv. ex Desv.
- Catacolea B.G.Briggs & L.A.S.Johnson
- Centrolepis Labill.
- Ceratocaryum Nees
- Chaetanthus R.Br.
- Chordifex B.G.Briggs & L.A.S.Johnson
- Coleocarya S.T.Blake
- Cytogonidium B.G.Briggs & L.A.S.Johnson
- Dapsilanthus B.G.Briggs & L.A.S.Johnson
- Desmocladus Nees
- Dielsia Gilg
- Elegia L.
- Empodisma L.A.S.Johnson & D.F.Cutler
- Eurychorda B.G.Briggs & L.A.S.Johnson
- Gaimardia Gaudich.
- Hopkinsia W.Fitzg.
- Hydrophilus H.P.Linder
- Hypodiscus Nees
- Hypolaena R.Br.
- Lepidobolus Nees
- Leptocarpus R.Br.
- Lepyrodia R.Br.
- Loxocarya R.Br.
- Lyginia R.Br.
- Mastersiella Gilg-Ben.
- Melanostachya B.G.Briggs & L.A.S.Johnson
- Nevillea Esterh. & H.P.Linder
- Platycaulos H.P.Linder
- Platychorda B.G.Briggs & L.A.S.Johnson
- Restio Rottb.
- Rhodocoma Nees
- Soroveta H.P. Linder & C.R.Hardy
- Sporadanthus F.Muell. ex Buchanan
- Staberoha Kunth
- Taraxis B.G.Briggs & L.A.S.Johnson
- Thamnochortus P.J.Bergius
- Tremulina B.G.Briggs & L.A.S.Johnson
- Tyrbastes B.G.Briggs & L.A.S.Johnson
- Willdenowia Thunb.
- Winifredia L.A.S.Johnson & B.G.Briggs

La classificazione APG III (2009) assegnava i generi Anarthria, Hopkinsia e Lyginia alla famiglia Anarthriaceae e i generi Aphelia, Centrolepis, e Gaimardia alle Centrolepidaceae.